# Państwo Hatay
Państwo Hatay (tur. Hatay Devleti, arab. لواء الإسكندرونة) – państwo istniejące na przełomie 1938 i 1939 roku.
Po rozpadzie Imperium Osmańskiego, 20 października 1921 roku, okręg Hatay przyłączono do Syrii. Jednak zrzekając się w roku 1923 pretensji wobec utraconych terytoriów Republika Turecka nie uznała utraty Hatay, który uznawała za rdzennie turecki.
9 września 1936 roku Turcja złożyła u władz francuskich i w Lidze Narodów skargę na naruszenie praw Turków zamieszkujących okręg, żądając zapewnienia mu autonomii. Po mediacji Ligi Narodów Francja (jako mandatariusz Syrii) i Turcja zawarły 29 maja 1937 roku porozumienie, mocą którego okręg otrzymał autonomię w ramach mandatowej Syrii i został zdemilitaryzowany.
W roku 1938 doszło do zamieszek między Turkami i Arabami, wskutek czego, znów przy pośrednictwie Ligi Narodów, renegocjowano status okręgu. Na mocy porozumienia francusko-tureckiego z 3 lipca miał się stać niepodległym państwem pod militarną kontrolą Francji i Turcji. 22 lipca odbyły się wybory do zgromadzenia lokalnego, w którym Turcy zdobyli 22 miejsca na 40 możliwych.
2 września 1938 roku Hatay oficjalnie odłączono od Syrii, 6 września uchwalono konstytucję, a dzień później, 7 września oficjalnie ogłoszono niepodległość Republiki Hatay.
Niepodległość Republiki Hatay nosiła widoczne dla wszystkich znamię tymczasowości, której ostatecznym celem było połączenie z Turcją. 6 lutego 1939 roku wprowadzono turecki system prawny, zaś 13 marca lira turecka stała się jedyną walutą republiki.
23 czerwca 1939 roku Francja i Turcja zawarły porozumienie o przyłączeniu kraju do Turcji. 29 czerwca parlament Republiki Hatay uchwalił przyłączenie jej do Turcji i sam się rozwiązał; 7 lipca odnośny dekret wydały władze tureckie. 23 lipca w antiocheńskich koszarach nastąpiło oficjalne przekazanie okręgu przez Francuzów Turkom.

## Demografia
Według oficjalnego spisu powszechnego z 22 lipca 1938 roku Hatay zamieszkiwało 57 008 osób uprawnionych do głosowania, podzielonych na następujące grupy etniczno-religijne:
- Turcy – 35 847
- Alawici – 11 319
- Ormianie – 5 504
- Arabowie:
  - prawosławni (Arabscy chrześcijanie) – 2 098
  - sunnici 1 845
- inni – 359